# Ermanno Wolf-Ferrari
Ermanno Wolf-Ferrari (ur. 12 stycznia 1876 w Wenecji, zm. 21 stycznia 1948 tamże) – włoski kompozytor operowy.
W latach 1902–1907 był dyrektorem Liceo Benedetto Marcello w Wenecji. W latach 1907–1946 w Monachium. Był twórcą oper komicznych, m.in. Le donne curiose 1903, Czterech gburów 1906, Il segreto di Susanna 1909, L’amore medico 1913. Komponował także oratoria i utwory instrumentalne.